# Виктор (Бедь)
Епископ Ви́ктор (в миру Ви́ктор Васи́льевич Бедь, укр. Віктор Васильович Бедь; род. 5 мая 1964, Тячев, Закарпатская область) — епископ Православной церкви Украины (с 2019), украинский политический, общественный и религиозный деятель, доктор богословия.
Основатель и президент Карпатского университета имени Августина Волошина до его закрытия в 2014 году, глава Христианско-народного союза Закарпатья, президент концерна «Срібна земля», главный редактор газеты «Срібна земля», председатель всеукраинского общественно-церковного объединения «За единую поместную Православную Церковь в Украине». По мнению оппонентов Бедя — Владимира Буреги и Юрия Черноморца, является украинским националистом. В 2015-2019 гоах — епископ Украинской Автокефальной Православной Церкви с титулом «епископ Мукачевский и Карпатский».

## Биография
Родился 5 мая 1964 года в городе Тячев в семье инженеров Василия Ивановича и Екатерины Кирилловны. Детство провёл в посёлке Тересва Тячевского района, там окончил среднюю школу.
В 1981—1982 годы работал стал столяром Тересвянского деревообрабатывающего комбината треста «Закарпатлес».
В молодости состоял в комсомоле, дошёл до ступеньки местного главы райорганизации.
В 1982—1983 годы обучался на отделении правоведения Киевского техникума гостиничного хозяйства. В 1983 году стал студентом юридического факультета Львовского государственного университета, который окончил в 1988 году, став стажёром адвоката, а с 1989 года — адвокатом, членом Закарпатской областной коллегии адвокатов.
Вскоре стал президентом юридически-коммерческой фирмы «Виктория» в Ужгороде, адвокатом Ужгородской районной юридической консультации, которой состоял до 1994 года.
В конце 1980-х годов после становится активным участником движения за независимость Украины. Был одним из основателей и лидеров Народного руха Украины: с 1989 по 1991 год — глава Тячевской районной организации, а с 1990 по 1992 год — глава Закарпатской районной организации НРУ.
18 марта 1990 года был избран народным депутатом Украины от Закарпатья (Тячевский избирательный округ № 176). Входил в Народный совет от фракции Народного руха Украины, состоял членом Комиссии Верховной Рады Украины по вопросам обороны и государственной безопасности. Один из основателей антикоммунистической оппозиции «Народная рада». Баллотировался в Народные депутаты Украины Верховного Совета XIII созыва.
В 1990—1992 годы — секретарь Временной следственной комиссии Верховной Рады по расследованию причин аварии на Чернобыльской АЭС.
В 1990—1994 годах — член Конституционной комиссии Украины и её рабочей группы.
В 1990—1994 годах — депутат Тячевской городской рады.
Соавтор ряда законопроектов, включая Акт о провозглашении государственной независимости Украины, Декларацию о государственном суверенитете Украины, О свободе совести и религиозных организациях, а также ряда других.
В 1992 году вышел из НРУ после реорганизации партии. В том же году стал основателем и главой Христианско-народного союза Закарпатья.
С 1992 года начал заниматься предпринимательской деятельностью. По словам самого Бедя, он «видел, что демократические силы, не получив независимых источников финансирования, не смогут противостоять правящим кругам коммунистической номенклатуры, не смогут издавать независимый орган информации. Поэтому <…> задумался о создании экономических структур, которые бы работали на демократическую идею».
Им было создано малое предприятие, предоставлявшее юридические услуги населению и сделавшее первые попытки в коммерции. Постепенно фирма развивалась, были в районах созданы филиалы, которые со временем превратились в самостоятельные предприятия. К 1995 году предприятие Бедя переросло в концерн «Срібна земля» («Серебряная Земля»), президентом которого являлся Виктор Бедь. Основная деятельность концерна была направлена на предоставление адвокатских услуг населению, издание газеты под одноимённым названием, оперативное руководство малыми частными предприятиями которые входили в состав концерна — в первую очередь торговые и производственные предприятия по ввозу и реализации нефтепродуктов и продуктов питания. Газета «Срібна земля» со временем превратилась в рупор самого Бедя и главной задачей которой стали критика его политических оппонентов.
С 1991 года состоял старшим преподавателем юридического факультета Ужгородского государственного университета, членом ХДПУ (заместителем председателя и председатель объединённого совета областной организации), председателем комитета защиты прав человека при ХГПУ, вице-президентом Союза адвокатов Украины (1993—1994).
В 1994—1998 годы — депутат Ужгородского городского совета.
В 1998 году защитил диссертацию и от Особого научного совета Международного открытого университета (США) и Международной академии управления персоналом (Украина) получил степень доктора философии (PhD) в области права.
В 1999 году защитил диссертацию и решением президиума Высшей аттестационной комиссии Украины получил научную степень кандидата юридических наук по специальности юридическая психология. В том же году получил звание профессора права от Международной кадровой академии и Межрегиональной академии управления персоналом (Украина).
В 2000 году был избран членом-корреспондентом Международной кадровой академии.
В 2002 году, закончив Межрегиональную академию управления персоналом, получил второе высшее образование по специальностям «магистр финансов» и «магистр психологии».
В 2002 году получил научные степени магистра финансов и магистра психологии и возглавил Закарпатское областное отделение Научного товарищества им. Тараса Шевченко.
В январе того же года стал основателем и ректором Ужгородской богословской академии, а также президентом ассоциированного с академией Карпатского университета им. Августина Волошина.
В 2003 году стал доцентом права в Министерстве просвещения и науки Украины и профессором государственного и канонического права в Ужгородской богословской академии.
В 2003—2006 годах развил многостороннюю политическую, правовую и общественную деятельность. В эти годы состоял членом исполнительного комитета Ужгородской городской рады Закарпатской области; главой Закарпатского отделения Союза адвокатов Украины; возглавлял Закарпатскую областную квалификационно-дисциплинарную комиссию адвокатуры и был членом Высшей квалификационной комиссии адвокатуры при Кабинете министров Украины.
В разное время состоял доцентом и заведующим кафедрой Ужгородского института информатики, экономики и права; профессором и директором Закарпатского института МАУП.
Не прекращая коммерческой и образовательной деятельности, решил также стать церковным деятелем. 24 октября 2004 года епископом Мукачевским Агапитом (Бевциком) был рукоположен во диакона.
В 2005 года окончил возглавляемую им Ужгородскую богословскую академию имени святых Кирилла и Мефодия, получив диплом магистра богословия.
В 2006 году он оставил пост члена исполкома Ужгородской рады и работу в квалификационных комиссиях адвокатуры, а также прекратил своё членство в Союзе адвокатов Украины. В том же году стал одним основателей и президентом Ассоциации адвокатов Украины.
8 октября 2006 года был рукоположён в сан священника, а уже 24 мая 2007 года был возведён в сан протоиерея.
В 2008 году оставил президентство в Ассоциации адвокатов Украины (впоследствии состоял вице-президентом и членом Наблюдательного совета).
20 октября 2008 года был введён, как представитель Украинской православной церкви, в состав новообразованного Общественного совета по сотрудничеству с церквями и религиозными организациями при Министерстве просвещения и науки Украины.
В 2009 году оставил председательство в Закарпатском областном отделении товарищества Тараса Шевченко, став его почётным председателем.
4 июня 2009 года в Германии был избран членом Европейской академии естествознания. В том же году стал почётным членом Международной академии казачества.
20 марта 2010 года в храме монастыря святой Феодоры города Салоники митрополитом Фессалоникийским Анфимом (Руссасом) был пострижен в монашество с именем Виктор в честь мученика Виктора Дамасского. В этот же день митрополитом Анфимом был возведён в сан архимандрита.
По данным протодиакона Андрея Кураева, пострижение Виктора Бедя в монашество связано с его планами стать епископом, но этому воспрепятствовало возмущение клириков и паствы Украинской православной церкви.
9 июля 2010 года защитил диссертацию и получил степень доктора богословских наук, а также квалификацию преподавателя высшего научного учреждения, от Межвузового специализированного научного совета Украинской Православной Церкви.
27 мая 2011 года защитил диссертацию и получил научную степень доктора юридических наук от Специального учёного совета Института законодательства Верховной Рады Украины, по решению президиума Высшей аттестационной комиссии Украины.
10 июня 2011 года распоряжением Митрополита Киевского и всея Украины Владимира (Сабодана) был назначен уполномоченным Украинской Православной Церкви по вопросам высшего образования и науки.
8 июля 2011 года был участником Юбилейного собора Украинской православной церкви
27 апреля 2013 года попытался захватить старый двор на Ракоци в центре Ужгорода, чтобы в дальнейшем начать здесь строительство. Возмущённые ужгородцы обратились в городской совет, к секретарю Ужгородского горсовета, депутату Виктору Щадею. На заседании члены горисполкома не допустили уничтожения зелёной зоны и вернули двор жителям улицы.
На следующий день, 28 апреля, состоялось внеочередное заседание горисполкома, посвященное проблеме жителей улицы Ракоци.
6 июля 2013 года со стороны украинского движения "Народный собор" (лидер - Игорь Друзь) был осужден архимандрит Виктор (Бедь), молитвенно поминавший Степана Бандеру, Юрия Шухевича, Симона Петлюру, президента Карпатской Украины Августина Волошина, и других националистов. .
19 июня 2014 года освобождён от должности уполномоченного Украинской Православной Церкви по вопросам высшего образования и науки (в связи с упразднением этой должности как дублирующей полномочия главы Учебного комитета при Синоде УПЦ), а также снят с должности ректора Ужгородской украинской богословской академии имени святых Кирилла и Мефодия и направлен в клир Мукачевской епархии .
Назначенный вместо него на должность ректора архиепископ Феодор (Мамасуев) отмечал:

На следующий день по приезде из Киева я вызываю архимандрита Виктора, и он мне сообщает, что «является клириком Элладской Церкви», о чём в Украинской Православной Церкви не знали. Тогда я попросил у него подтверждающие его слова документы. Он мне их не предоставил и сказал, чтобы запрос делали из Киевской Митрополии, только в том случае он готов предоставить документы. По словам архимандрита Виктора (Бедь), Блаженнейший Владыка якобы дал ему отпускную грамоту, а Ужгородская академия не может мне подчиняться, поскольку основателем и владельцем академии является он сам, отец Виктор.
23 июня 2014 года на заседании научно-педагогического совета академии имени святых Кирилла и Мефодия Карпатского университета он отметил, что решение Священного Синода УПЦ от 19 июня 2014 года «не влияет на дальнейшую богословско-образовательную, научную и структурную деятельность Ужгородской украинской богословской академии имени святых Кирилла и Мефодия, которая является составной частью (подразделением) единого, неразделимого духовно-учебно-научного комплекса „Ужгородская украинская богословская академия имени святых Кирилла и Мефодия — Карпатский университет имени Августина Волошина“, созданный по благословению Блаженнейшего Владимира, Митрополита Киевского и всея Украины, Предстоятеля Украинской Православной Церкви и признан Министерством образования и науки Украины в области подготовки специалистов с высшим духовно-богословским образованием». Пресс-службой УУБА-КаУ также было заявлено, что «заявление о зачислении в клира Мукачевской епархии УПЦ архимандрит Виктор (Бедь) не подавал и не просил Священный Синод УПЦ о таком переводе, как не просил и Высокопресвященнейшего Феодора, архиепископа Мукачевского и Ужгородского о своём зачислении в клир возглавляемой им епархии, поскольку после принятия монашеского пострига и возведения в сан архимандрита Святейшим Анфимом, митрополитом Фессалоникийским в г. Салоники (Греция) 20 марта 2010 года, по благословению Блаженнейшего Владимира и Его Отпускной грамоты, архимандрит Виктор (Бедь) является клириком Элладской Православной Церкви на кафедре, которая находится в двойном подчинении Всесвятейшого Патриарха Константинопольского».
Митрополит Фессалоникийский Анфим (Руссас) в своём письме № 568 от 29 августа 2014 года сообщил: «…архимандрит Виктор (Бедь) не является клириком Фессалоникийской митрополии и не показывал Отпускную грамоту от Украинской Православной Церкви, чтобы быть принятым в клир Фессалоникийской митрополии».
22 декабря 2014 года профессор Н. В. Лагутов, ректор действующего в г. Хотьково Московской области частного вуза «Национальный гуманитарный институт социального управления» (НГИСУ) и руководитель Российского представительства Ужгородской академии, принял решение удостоить Виктора (Бедя) медали «За вклад в развитие психологии и педагогики», по сообщению официального сайта института Лагутова. 
23 декабря 2014 года Священный Синод УПЦ принял решение запретить архимандрита Виктора в священнослужении «в связи с неисполнением решения Священного Синода Украинской Православной Церкви от 19 июня 2014 (журнал № 25), введением в заблуждение священноначалия, а также за самоуправство, распространение заведомо ложной информации и нарушение присяги священнослужителя (на основании 15, 39 правил святых апостолов, 10 правила IV Вселенского Собора, 17 правила Трулльского Собора и 5 правила Антиохийского Собора)».
3 июня 2015 года решением Архиерейского Собора УАПЦ был принят в юрисдикцию Украинской автокефальной православной церкви; тем же днём датируется принятие решения образовать Карпатскую епархию с центром в Ужгороде и поставить во её главе архимандрита Виктора.
В июне 2015 года, после того, как стало известно о его принятии в клир неканонической УАПЦ, против Бедя клирики РПЦ развернули информационную кампанию с целью дискредитации. Так, протодиакон РПЦ Андрей Кураев на страницах личного блога в социальной сети "Лайвджорнэл" ("Живой журнал") сообщил о том, что якобы группа верующих УАПЦ из Ужгорода направила письмо митрополиту Макарию (Малетичу) и Синоду УАПЦ, в котором протестовала против назначения Бедя «администратором Карпатской епархии УАПЦ», обвиняя Бедя в гомосексуализме. Однако никакие фамилии лиц, якобы выпустивших письмо с таким обвинением, не указывались, и никаких иных авторитетных источников о данном событии, кроме "Живого журнала" Кураева, не фиксировалось, хотя Кураев обещал предоставить в скором времени их фамилии.
14 августа 2015 года в Андреевской церкви УАПЦ в Киеве был рукоположён во епископа Мукачевского и Карпатского. Хиротонию совершили: митрополит Киевский и всея Украины Макарий (Малетич), митрополит Галицкий Андрей (Абрамчук), архиепископ Житомирский и Полесский Владимир (Шлапак), архиепископ Харьковский и Полтавский Афанасий (Шкурупий), архиепископ Тернопольский Мстислав (Гук).
В 2019 году журналистам стало известно, что архимандрит Виктор (Бедь) получил венгерское гражданство, но затем его лишился Сам архимандрит написал по этому поводу, что сам отказался от гражданства Венгрии..

## Семья
Разведён. Имеет сыновей: Виктора (1993 г.р.) и Юлиана (1995 г.р.), студентов юридического факультета Карпатского университета имени Августина Волошина.